# Humour d'observation
 (juillet 2013).
Si vous disposez d'ouvrages ou d'articles de référence ou si vous connaissez des sites web de qualité traitant du thème abordé ici, merci de compléter l'article en donnant les références utiles à sa vérifiabilité et en les liant à la section « Notes et références ».
L'humour d'observation est une forme d'humour se basant sur la caricature de situations du quotidien. C'est la forme d'humour la plus répandue dans le domaine du one-man-show, particulièrement dans le stand-up.
On le retrouve également sur la plupart des autres médias utilisant l'humour.
Shelley Berman et David Brenner sont considérés comme les pionniers de l'humour d'observation, et Jerry Seinfeld comme son maître.